# Liste der Träger des Bayerischen Verdienstordens/B

## B
1. Walter Bach, Unternehmer (verliehen am 17. Juli 2003)
2. Mildgitha Bachleitner (1895–1985), Generaloberin (verliehen am 13. November 1962)
3. Georg Bachmann (1885–1971), Mitglied des Deutschen Reichstages und des Bayerischen Landtags (verliehen am 20. Juni 1958)
4. Peter Badura (1934–2022), ehem. Ordinarius für Öffentliches Recht, Rechts- und Staatsphilosophie an der Ludwig-Maximilians-Universität München (verliehen am 10. Oktober 2012)
5. Friedrich Baethgen (1890–1972), Präsident der Bayerischen Akademie der Wissenschaften (verliehen am 3. Juli 1959)
6. Ugur Bagislayici (Django Asül) (* 1972), Kabarettist (verliehen am 27. Juni 2018)
7. Jo Baier (* 1949), Regisseur (verliehen am 5. Juli 2006)
8. Walter Baier (1907–1997), Geschäftsführer von Webasto und Stifter
9. Werner Baier (* 1943), Aufsichtsratsvorsitzender der Webasto AG (verliehen am 20. Juli 2011)
10. Gustav Baist (1824–1914), Gründer mehrerer Raiffeisenkassen
11. Anna Balin (verliehen am 8. Juli 2021)
12. Siegfried Balke (1902–1984), Mitglied des Deutschen Bundestages, Bundesminister (verliehen am 3. Juli 1959)
13. Martin Balle (* 1963), Verleger der Zeitungsgruppe Straubinger Tagblatt/Landshuter Zeitung (verliehen am 5. Juli 2023)
14. Siegfried Balleis (* 1953), Oberbürgermeister der Stadt Erlangen (verliehen am 20. Juli 2011)
15. Michael Ballhaus (1935–2017), Kameramann (verliehen am 29. Juli 2010)
16. Klaus Balzer, Stellvertretender Vorsitzender des Verwaltungsrates der Kaufmännischen Krankenkasse (verliehen am 9. Juli 2009)
17. Peter Bantlin, Ehrenvorsitzender der Lebenshilfe Traunstein e. V. (verliehen am 17. Dezember 2014)
18. Sári Barabás (1914–2012), Sängerin (verliehen 2002)
19. Walter Barsig (1932–2012), Lehrer und Autor
20. Thomas Barth (* 1955), Vorstandsvorsitzender E.ON, Vorsitzender der Fördervereine „Palliativmedizin an der Universität München e. V.“ und „Kinderpalliativzentrum München e. V.“ (verliehen am 13. Juli 2016)
21. Klaus Barthel (* 1955), Mitglied des Deutschen Bundestags (verliehen am 10. Oktober 2012)
22. Ernst Bartl (1899–1972), Bundesvorsteher der Eghalanda Gmoin e. V. (verliehen am 9. Juni 1969)
23. Wladyslaw Bartoszewski (1922–2015), Beauftragter des polnischen Premierministers für internationale Fragen, Staatssekretär, Außenminister a. D. (verliehen am 17. Dezember 2014)
24. Rainer Barzel (1924–2006), Politiker (verliehen 1970)
25. Benno Basso (1936–2022), Mitglied des Bayerischen Senats, Präsident des Bayerischen Gärtnereiverbandes (verliehen am 7. Juli 1999)
26. Andreas Bauch (1908–1985), katholischer Theologe, Professor und Regens in Eichstätt (verliehen 1972)
27. Edeltraud Bauch, (verliehen am 5. Juli 2023)
28. Gabriele Bauer (* 1952), Oberbürgermeisterin der Stadt Rosenheim (verliehen am 27. Juni 2018)
29. Irmgard Bauer, (verliehen am 22. Juli 2019)
30. Josef Martin Bauer (1901–1970), Schriftsteller (verliehen am 15. Dezember 1959)
31. Karlheinz Bauer (* 1928), Pionier des Spezialtiefbaus (verliehen 1998)
32. Thomas Bauer (* 1955), Unternehmer, Präsident des Bayerischen Bauindustrieverbandes e.V. (verliehen am 5. Juli 2006)
33. Friedrich Bauereisen (1895–1965), Mitglied des Deutschen Bundestages (verliehen am 15. Dezember 1959)
34. Friedrich Bauereisen junior (1927–2006), MdL
35. Romuald Bauerreiß OSB (1893–1971), Bibliothekar und Autor (verliehen am 15. Dezember 1959)
36. Dorle Baumann (* 1947), Landtagsabgeordnete (verliehen am 20. Juni 2001)
37. Immaculata Baumann (1907–1992), Äbtissin
38. Gretel Baumbach (1896–1983), Politikerin (SPD) und Verbandsfunktionärin (AWO) (verliehen 1976)
39. Erna Baumbauer (1919–2010), Künstleragentin (verliehen am 5. Juli 2006)
40. Manfred Baumgärtel, Hauptgeschäftsführer der Hanns-Seidel-Stiftung (verliehen am 12. Juli 2004)
41. Columba Baumgartner (1912–2007), Äbtissin
42. Monika Baumgartner (* 1951), Schauspielerin und Theaterregisseurin (verliehen am 20. Juli 2011)
43. Ingrid Bäuml, Geschäftsführerin der Katholischen Akademie für Berufe im Gesundheits- und Sozialwesen in Bayern und des Katholischen Krankenhausverbandes in Bayern (verliehen am 12. Juli 2004)
44. Georg Bäurle, Oberlandesgerichtspräsident, Präsident des Bayer. Verfassungsgerichtshofs (verliehen am 9. Juni 1969)
45. Reinhold Baumstark (* 1944), Generaldirektor der Bayerischen Staatsgemäldesammlungen (verliehen am 14. Juli 2005)
46. Elmar F. Baur (* 1941), Unternehmer (verliehen am 12. Juli 2004)
47. Friedrich Baur (1890–1965), Unternehmer (verliehen am 20. Juni 1958)
48. Hans Baur (verliehen am 9. Juli 2025)
49. Kathi Baur, Inhaberin eines Großversandhauses (verliehen am 9. Juni 1969)
50. Margarete Bause (* 1959), Politikerin und Soziologin (verliehen am 14. März 2022)
51. Josef Bayer (1897–1965), Bankier und Sportfunktionär  (verliehen 1961)
52. Otto Bayer, Regierungsvizepräsident (verliehen am 15. Dezember 1959)
53. Gustl Bayrhammer (1922–1993), Volksschauspieler (verliehen 1976)
54. Hans Dietrich Beck (1932–2025), Mitinhaber und Leiter des C. H. Beck Verlags (verliehen am 10. Oktober 2012)
55. Heinrich Beck (Verleger, 1889), Verleger (verliehen am 7. Dezember 1964)
56. Leonie Beck, (* 1997), Sportlerin (verliehen am 9. Oktober 2024)
57. Raphaela Beck (1901–1974), Äbtissin
58. Elke Beck-Flachsenberg (* 1942), 1. Vorsitzende der Evangelischen Frauenarbeit Bayern (verliehen am 13. Juli 2016)
59. Franz Beckenbauer (1945–2024), Fußballspieler und -trainer (verliehen 1982)
60. Franz Theophil Becker (1902–1996), Orthopäde, Chefarzt (verliehen am 15. Dezember 1959)
61. Horst Becker (* 1926), Pfarrer, Direktor des Missionswerkes Neuendettelsau (verliehen am 4. Juli 1991)
62. Karl Eugen Becker (1932–2024), Ingenieur, Vorsitzender des Vorstandes der TÜV Süddeutschland AG (verliehen 1992)
63. Rolf Becker (1920–2014), Verleger (verliehen 1983)
64. Günther Beckstein (* 1943), Bayerischer Innenminister 1993–2007 und Ministerpräsident 2007–2008 (verliehen 1985)
65. Konrad Bedal (* 1944), ehem. Leiter des Fränkischen Freilandmuseums Bad Windsheim (verliehen am 20. Juli 2011)
66. Heinrich Bedford-Strohm (* 1960), evangelischer Landesbischof (verliehen am 12. Juli 2017)
67. Klaus Beichel (1929–2009), Vorstandsmitglied des Verbandes der Bayerischen Druckindustrie und Träger des Großen Verdienstkreuz mit Stern (verliehen 19??)
68. Otto Beisheim (1924–2013), Ex-Manager und Mäzen (verliehen im Jahr 2000)
69. Fritz Bender (1907–1986) Bauunternehmer, (verliehen 1982)
70. Heinrich Bender (1925–2016), Dirigent (verliehen 1997)
71. Helmut Bender, Archäologe (verliehen am 9. Juli 2009)
72. Otto Benner (1929–2011), ehem. Landtagsabgeordneter (SPD) von 1978 bis 1990 (verliehen im Jahre 1990)
73. Iris Berben (* 1950), Schauspielerin (verliehen am 14. Juli 2005)
74. Ludwig Berberich, Domkapellmeister (verliehen am 15. Dezember 1959)
75. Herbert Berg (1905–1988), Chemiker (verliehen 1963)
76. Bernhard Bergdolt (1909–1993), Vorsitzender des Vorstands der Löwenbräu AG (verliehen 9. Juni 1969)
77. Alois Berger, Unternehmer, Mäzen, Stifter (verliehen am 17. Dezember 2014)
78. Edith Berger, Unternehmerin, Mäzenin, Stifterin (verliehen am 17. Dezember 2014)
79. Erwin Berger (1935–2003), Gewerkschafter und Senator (verliehen am 4. Juli 1991)
80. Johann Berger (* 1951), Brigadegeneral a. D. (verliehen am 17. Dezember 2014)
81. Roland Berger (* 1937), Unternehmens- und Politikberater (verliehen am 4. Juli 1991)
82. Christina Bergmann, ehem. Lehrerin (verliehen am 17. Juli 2003)
83. Manfred Bergmeister (1927–2019), Kunstschmied und Gründungsmitglied der Akademie Handwerk München (verliehen 1997)
84. Karl-Friedrich Beringer (* 1948), Leiter des Windsbacher Knabenchores (verliehen am 17. Juli 2003)
85. Christa Berndl (1932–2017), Schauspielerin (verliehen am 20. Juni 2001)
86. Gräfin Sonja Bernadotte af Wisborg (1944–2008), Präsidentin der Deutschen Gartenbau-Gesellschaft 1822 e.V. (verliehen am 7. Juli 1999)
87. Otmar Bernhard (* 1946), Landtagsabgeordneter (verliehen am 20. Juni 2001)
88. Joseph Bernhart (1881–1969), Professor (verliehen am 3. Juli 1959)
89. Otto Bernheimer (1877–1960), Kunsthändler (verliehen am 3. Juli 1959)
90. Christian Bernreiter (* 1964), Landrat des Landkreises Deggendorf (verliehen am 22. Juli 2019)
91. Lukas Beroldingen (1921–1978), Sektionsrat im österreichischen Bundeskanzleramt (verliehen am 19. November 1960)
92. Maximilian Bertl, Landesvorsitzender des Bayerischen Trachtenverbandes (verliehen am 27. Juni 2018)
93. Helmut Berve (1896–1979), Großkaufmann (verliehen am 15. Dezember 1959)
94. Ludwig Berz, Großkaufmann (verliehen am 15. Dezember 1959)
95. Anton Besold (1904–1991), Bundestagsabgeordneter (verliehen am 15. Dezember 1959)
96. Florian Besold, Präsident der Bayerischen Einigung e. V., Vorsitzender der Bayerischen Volksstiftung (verliehen am 9. Juli 2009)
97. Josef Bestler (1925–2018), Landrat
98. Theo Betz (1907–1996), Oberbürgermeister
99. Gregor Biebl (* 1968), Ministerialdirektor in der Bayerischen Staatskanzlei (verliehen am 9. Juli 2025)
100. Annemarie Biechl (* 1949), Landesbäuerin, Landtagsabgeordnete (verliehen am 9. Juli 2009)
101. Susann Biedefeld (* 1964), Mitglied des Bayerischen Landtags (verliehen am 20. Juli 2011)
102. Karl Heinz Bierlein (* 1951), Pfarrer, (verliehen am 5. Juli 2006)
103. Maria Biermeier, Bezirksbäuerin des Bezirksverbandes Niederbayern (verliehen am 17. Dezember 2014)
104. Pater Herbert Bihlmayer (1935–2024), Geistlicher Rat, stellvertretender Provinzial der Süddeutschen Provinz der Salesianer Don Boscos (verliehen am 5. Juli 2006)
105. Hans Biller (1898–1980), Spielwarenhersteller, Nürnberg (verliehen am 22. Juni 1967)
106. Rosemarie Biller, Oberschwester i. R. (verliehen am 20. Juli 2011)
107. Tamara Bischof (* 1963), Juristin und Landrätin des unterfränkischen Landkreises Kitzingen (verliehen am 14. März 2022)
108. Rudolf Birkl (1918–2003), Stellvertretender Vorsitzender des Internationalen Presseclubs München (verliehen am 4. Juli 1991)
109. Elisabeth Birkner (1926–2024), Mäzenin (verliehen am 17. Juli 2003)
110. Immanuel Birnbaum (1894–1982), Journalist (verliehen 1971)
111. Lorenz Birngruber (1885–1966), Ministerialbeamter, Mit-Gründer des Kriegsblindenbundes (verliehen am 23. August 1965)
112. Ingrid Bjoner (1927–2006), norwegische Sopranistin (verliehen 1964)
113. Renate Blank (1941–2021), Bundestagsabgeordnete (verliehen am 12. Juli 2004)
114. Fritz Bock (1911–1993), Bundesminister für Handel und Wiederaufbau der Republik Österreich (verliehen am 19. November 1960)
115. Gisela Bock (* 1941), Diplomchemikerin, Bezirksrätin im Bezirk Schwaben (verliehen am 20. Juli 2011)
116. Reinhold Bocklet (* 1943), Landtags-Vizepräsident, 1993–2003 Staatsminister
117. August Böck (* 1937), Ordinarius für Mikrobiologie an der Ludwig-Maximilians-Universität München (verliehen am 7. Juli 1999)
118. Emmi Böck (1932–2002), Autorin und volkskundliche Sagenforscherin (verliehen 1987)
119. Peter Böck (1950–2023), Bundesarbeitsrichter am Bundesarbeitsgericht (verliehen 2023)
120. Manfred Bode (1941–2018), Mitglied des Aufsichtsrates der Krauss-Maffei-Wegmann GmbH & Co. KG Kassel (verliehen am 9. Juli 2009)
121. Max Bögl, Max Bögl Bauunternehmung GmbH & Co. KG (verliehen am 21. Mai 1974)
122. Karlheinz Böhm (1928–2014), Schauspieler, Vorsitzender des Stiftungsvorstandes Menschen für Menschen, Gröding / Österreich (verliehen am 11. Juli 2008)
123. Werner-Hans Böhm (* 1940), Regierungspräsident (verliehen am 14. Juli 2005)
124. Theodor Böhme, Fabrikant (verliehen am 9. Juni 1969)
125. Friedrich Böhner (1885–1965), Oberbürgermeister von Ansbach 1950–1952
126. Franz Xaver Bogner (* 1949), Regisseur und Drehbuchautor (verliehen am 27. Juni 2018)
127. Thomas Bold (* 1961), Landrat des Landkreises Bad Kissingen (verliehen am 9. Juli 2025)
128. Ludwig Bölkow (1912–2003), Unternehmer (verliehen am 9. Juni 1969)
129. Hans Bolza (1889–1986), Unternehmer und IHK-Präsident (verliehen 15. Dezember 1959)
130. Ursula Böning, Mitglied der Generalsynode der Vereinigten Evangelisch-Lutherischen Kirche Deutschlands (verliehen am 20. Juni 2001)
131. Wolf-Dieter Bopst, Unternehmer (verliehen am 12. Juli 2004)
132. Dieter Borchmeyer (* 1941), ehemaliger Präsident der Bayerischen Akademie der Schönen Künste (verliehen am 12. Juli 2017)
133. Siegfried Borelli (1924–2021), Mediziner (verliehen 1980)
134. Suzanne von Borsody (* 1957), Schauspielerin (verliehen am 29. Juli 2010)
135. Christine Bortenlänger (* 1966), Managerin (verliehen am 22. Juli 2019)
136. Paula Bosch (* 1956), Sommelière und Weinautorin (verliehen am 5. Juli 2023)
137. Reinhard Böttcher, Präsident des Oberlandesgerichtes Bamberg (verliehen am 7. Juli 1999)
138. Anke Boysen (verliehen am 9. Juli 2025)
139. Ulrich Bracker (* 1953), Ehrenpräsident der Landesnotarkammer Bayern (verliehen am 3. Juli 2013)
140. Heribert Brander (1926–2023), Generalvikar a. D. (verliehen am 20. Juni 2001)
141. Vitus Brander (1880–1969), Katholischer Theologe und Kirchenhistoriker
142. Udo Brandhorst (* 1939), Mäzen (verliehen am 17. Juli 2003)
143. Uwe Brandl (* 1959), Präsident des Bayerischen Gemeindetages (verliehen am 29. Juli 2010)
144. Nicole Brandler, (verliehen am 5. Juli 2023)
145. Horst Brandstätter (1933–2015), Unternehmer (verliehen am 17. Juli 2003)
146. Gerhard Brandstetter (* 1935), Bischöflicher Geistlicher Rat (verliehen am 13. Juli 2016)
147. Henry G. Brandt (1927–2022), Gemeinderabbiner der Israelitischen Kultusgemeinde Schwaben-Augsburg, Landesrabbiner a. D. (verliehen am 17. Dezember 2014)
148. Irmgard Bräu, Stellvertretende Vorsitzende des Beirates der Stiftung „Mehr Leben für krebskranke Kinder – Bettina-Bräu-Stiftung“ (verliehen am 9. Juli 2009)
149. Alfons Braun (* 1940), Landrat
150. Oskar Braun, Ökonomieverwalter (verliehen 9. Juni 1969)
151. Fred Brauner, Ehrenmitglied der Israelitischen Kultusgemeinde München und Oberbayern Grünwald (verliehen am 9. Juli 2009)
152. Winfried Brechmann (* 1963), Amtschef im Bayerischen Staatsministerium für Gesundheit und Pflege (verliehen am 5. Juli 2023)
153. Jessica von Bredow-Werndl (* 1986), Dressurreiterin und Olympiasiegerin (verliehen am 14. März 2022)
154. Marlies Breher, Vorstand eines Fördervereins Kinderhospiz (verliehen am 27. Juni 2018)
155. Dieter Breit (* 1961), evangelisch-lutherischer Theologe, Pfarrer, Kirchenrat und Politikbeauftragter der Evangelisch-Lutherischen Kirche in Bayern (verliehen am 8. Juli 2021)
156. Thomas Breit (1880–1966), Oberkirchenrat (verliehen am 15. Dezember 1959)
157. Susanne Breit-Keßler (* 1954), Regionalbischöfin (verliehen 2007)
158. Klaus Dieter Breitschwert (* 1943), Landtagsabgeordneter (verliehen am 12. Juli 2004)
159. Beppo Brem (1906–1990), Volksschauspieler (verliehen 1970)
160. Alois Brems (1906–1987), Bischof von Eichstätt
161. Lisa Brennauer (* 1988), Radrennfahrerin und Olympiasiegerin (verliehen am 14. März 2022)
162. Maria Breu, sozial engagierte Bürgerin (verliehen am 27. Juni 2018)
163. Hans Breuer (1930–2021), Oberbürgermeister von Augsburg 1972 bis 1990 (verliehen am 4. Juli 1991)
164. Fredi Breunig (* 1959), Kabarettist, Glossist und Mundart-Autor (verliehen am 8. Januar 2023)
165. Werner Brombach (* 1939), Unternehmer (verliehen am 14. Juli 2005)
166. Ruth Brosche (1927–2016), Vizepräsidentin des Bayerischen Landes-Sportverbandes (verliehen 1994)
167. Bertram Brossardt (* 1960), Hauptgeschäftsführer der Vereinigung der Bayerischen Wirtschaft e. V., des Verbandes der bayerischen Metall- und Elektro-Industrie e. V. und des Bayerischen Unternehmensverbandes Metall und Elektro e. V. (verliehen am 8. Juli 2021)
168. Helmut Brüchner (1921–2007), Unternehmer (verliehen am 4. Juli 1991)
169. Cosima Brucker, Ärztin und Leiterin der Klinik für Frauenheilkunde in Nürnberg (verliehen am 14. März 2022)
170. Wolfgang Brückner (* 1930), ehem. Ordinarius für Deutsche Philologie und Volkskunde an der Julius-Maximilians-Universität Würzburg (verliehen am 14. Juli 2005)
171. Bettina Brühl, (verliehen am 22. Juli 2019)
172. Stephanie Gräfin Bruges-von Pfuel (* 1961), Bürgermeisterin von Tüßling (verliehen am 13. Juli 2016)
173. Ludwig Bruggaier, Dompropst (verliehen 15. Dezember 1959)
174. Dominik Brunner (1959–2009), Manager (posthum verliehen am 16. September 2009)
175. Helmut Brunner (* 1954), Landtagsabgeordneter (verliehen am 14. Juli 2005)
176. Ilona Brunner, Vorsitzende der Elternvereinigung der Wirtschaftsschulen Bayern (verliehen am 14. März 2022)
177. Manfred Brunner (1947–2018), Kabinettschef in der Kommission der Europäischen Gemeinschaften (verliehen am 4. Juli 1991)
178. Eberhard Buchborn (1921–2009), em. Ordinarius für Interne Medizin an der Ludwig-Maximilians-Universität München
179. Theodor Bücher (1914–1997), Biochemiker (verliehen 1979)
180. Hans Büchler (1940–2019), ehemaliger Bundestagsabgeordneter (verliehen am 4. Juli 1991)
181. Hans-Jürgen Buchner (* 1944), Musiker (verliehen am 14. Juli 2005)
182. Ferdinand Buchwieser (1874–1964), Domdekan und Päpstlicher Hausprälat (verliehen am 15. Dezember 1959)
183. Julius Büdel (1903–1983), Professor für Geographie (verliehen am 9. Juni 1969)
184. Wolfgang Bühler (1932–2024), Manager (verliehen am 4. Juli 1991)
185. Vicco von Bülow – „Loriot“ (1923–2011), Humorist, Autor (verliehen am 12. Juni 1980)
186. Detlev von der Burg, ehem. Vorstandsmitglied der Allianz AG (verliehen am 17. Juli 2003)
187. Anton Burghardt, Chefredakteur des Bayer. Landwirtschaftl. Wochenblatts (verliehen 9. Juni 1969)
188. Hans Burghart (1936–2020), Chefarzt und Ärztlicher Direktor des Kreiskrankenhauses München-Perlach, Vorsitzender des BRK-Kreisverbandes München (verliehen am 20. Juni 2001)
189. Heinz Burghart (1925–2009), Journalist, Buchautor und ehemaliger Chefredakteur des Bayerischen Rundfunks
190. Odilo Burkart (1899–1979), Generaldirektor (verliehen am 15. Dezember 1959)
191. Gertraud Burkert (* 1940), Bürgermeisterin a. D. (verliehen am 9. Juli 2009)
192. Roland Busch (* 1964), Vorstandsvorsitzender der Siemens AG (verliehen am 5. Juli 2023)
193. Malte Buschbeck, Chefredakteur (verliehen am 14. Juli 2005)
194. Ernst Buschor (1886–1961), Professor (verliehen am 15. Dezember 1959)
195. Erich Walter Otto Busse, Direktor der Krauss-Maffei AG (verliehen am 15. Dezember 1959)
196. Jürgen Busse (* 1949), Geschäftsführendes Präsidialmitglied des Bayerischen Gemeindetages (verliehen am 3. Juli 2013)
197. Alena Buyx (* 1977), Vorsitzende des Deutschen Ethikrats (verliehen am 5. Juli 2023)